# Topoľníky
Topoľníky (in ungherese Nyárasd) è un comune della Slovacchia facente parte del distretto di Dunajská Streda, nella regione di Trnava.